# Dragutin Višnić
Dragutin Višnić (21. travnja 1827. – 19. rujna 1894.) bio je hrvatski podmaršal austro-ugarske vojske i zapovjednik Kraljevskog hrvatskog domobranstva.

## Životopis
Otac mu je bio Ilija Višnić, časnik austrijske vojske, koji je karijeru počeo u rumunjskom Naszódu. 1. studenog 1874. Dragutin je promaknut u čin general-bojnika. 1873. kao pukovnik zapovjednik je 79. pukovnije. 1875. postao je drugi zapovjednik Kr. hrvatskog domobranstva, zamijenivši na tom položaju Miroslava Kulmera. 1. svibnja 1879. dobio je čin podmaršala. 1. listopada 1880. je umirovljen te odlazi s položaja zapovjednika, a naslijedio ga je Emil Musulin.